# Ernest-Eugène Hiolle
 (juin 2025).
Si vous disposez d'ouvrages ou d'articles de référence ou si vous connaissez des sites web de qualité traitant du thème abordé ici, merci de compléter l'article en donnant les références utiles à sa vérifiabilité et en les liant à la section « Notes et références ».
Ernest-Eugène Hiolle est un sculpteur français né à Paris le 5 mai 1834 et mort à Bois-le-Roi le 5 octobre 1886.

## Biographie

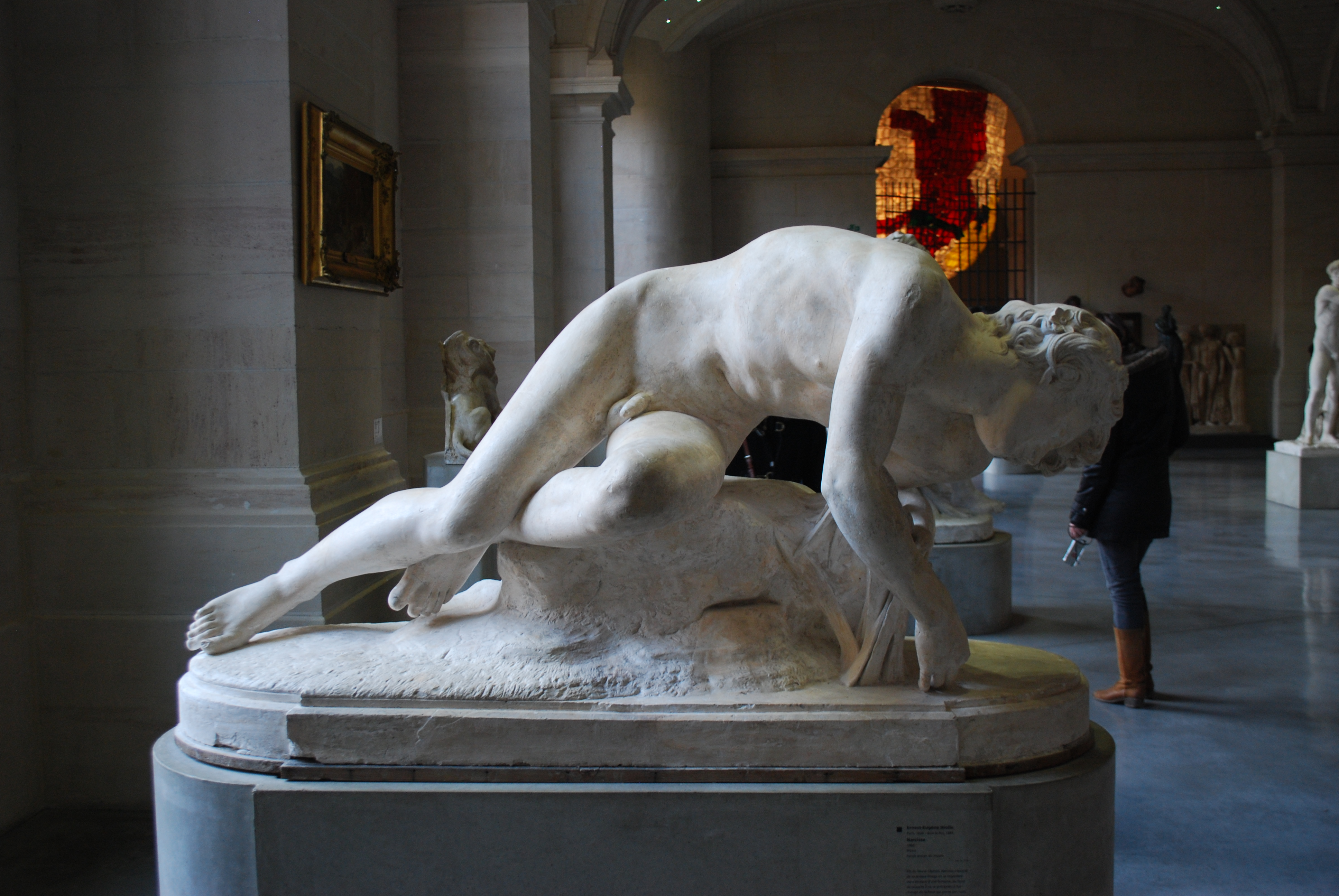
Narcisse (1868), plâtre, palais des beaux-arts de Lille.

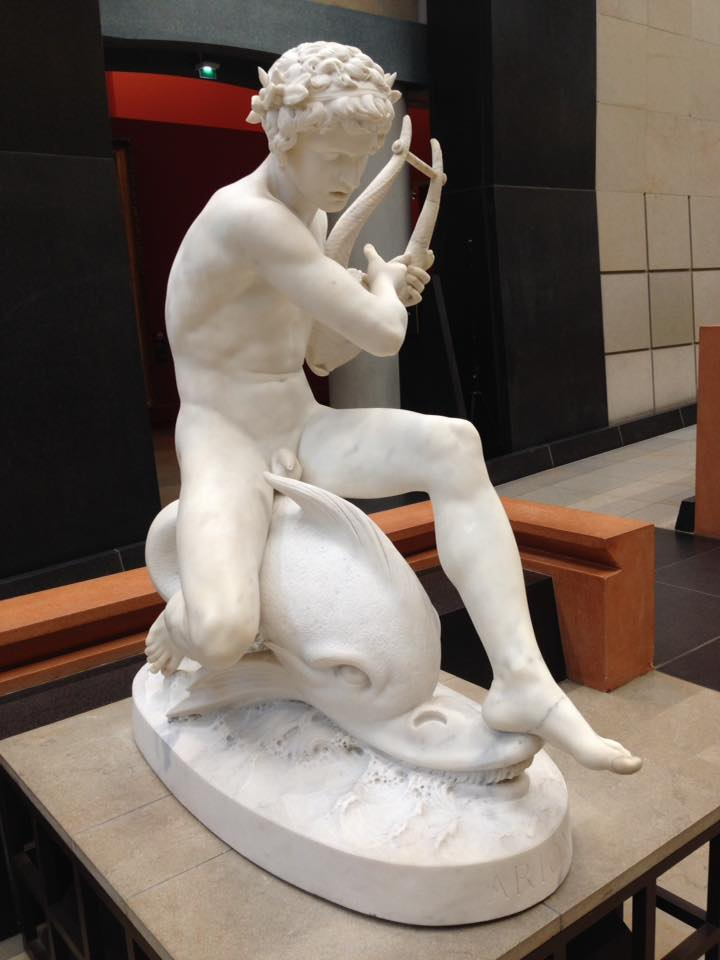
Arion assis sur le dauphin (1870), marbre, Paris, musée d'Orsay.

Eugène-Ernest Hiolle étudie la sculpture à l’École académique de Valenciennes puis entre, en 1853, à l'École des beaux-arts de Paris où il est l'élève de Laurent Séverin Grandfils (1810-1902) et de François Jouffroy (1806-1882). Il obtient un 2e prix de Rome en 1856 et le premier prix de Rome en 1862 pour son Aristée pleurant la perte de ses abeilles (École des beaux-arts de Paris).
Son œuvre est inspiré de la mythologie gréco-romaine, il produit des bustes et des scènes allégoriques.
Il travaille à la décoration de l'Opéra Garnier et pour l'hôtel de ville de Paris ainsi que pour le temple protestant du Marais. On lui doit également le fronton de l'hôtel de ville de Cambrai.
Professeur à l'École des beaux-arts de Paris, il y est le maître d'Antonin Carlès.
Ernest-Eugène Hiolle est un des membres fondateurs de la Société des artistes français.
Mort le 5 octobre 1886 à Bois-le-Roi, il est enterré à Valenciennes au cimetière Saint-Roch.

## Œuvres dans les collections publiques
- Abbeville, musée Boucher-de-Perthes : Brutus, 1867.
- Cambrai, hôtel de ville : fronton, haut-relief.
- Ham, Grand-Place : Monument au général Foy, 1879, statue en bronze.
- Le Puy-en-Velay :
  - Statue de Lafayette, 1883, statue en bronze, inscrite aux monuments historiques en 2005[3].
  - musée Crozatier : Maquette pour le Monument à La Fayette, vers 1883, plâtre[4].
- Lille, palais des beaux-arts : Narcisse, 1868, statue en plâtre
- Paris :
  - École nationale supérieure des beaux-arts :
    - Romulus vainqueur d'Acron, plâtre, second prix de Rome en 1856 ;
    - Aristée pleurant la perte de ses abeilles, plâtre, premier prix de Rome en 1862[5].

  - hôtel de ville :
    - L'Instruction, 1882 ;
    - Le Travail, 1882 ;
    - L'Agriculture.

  - jardin du Luxembourg, orangerie : Jean-Antoine Houdon, 1888, buste.
  - musée d'Orsay :
    - parvis du musée : Amérique du Nord, 1878, statue en bronze provenant de l'ancien palais du Trocadéro[6], de la série des Six Continents ;
    - Arion assis sur le dauphin, 1870, marbre[7].

  - musée du Louvre : La France moderne protégeant les Arts, 1886, plâtre[8].
  - palais Garnier : deux Renommées.
- Pierrefonds, château de Pierrefonds : Eugène Viollet-le-Duc, buste en bronze.
- Rouen, musée des beaux-arts : Nicolas Poussin, 1884, statue en pierre.
- Troyes, musée Saint-Loup :
  - Jean-Paul Aubé, médaillon en plâtre[9] ;
  - Ève, 1883, marbre[10].
- Valenciennes :
  - cimetière Saint-Roch : Jean-Baptiste Carpeaux, 1877, buste ornant le tombeau de Carpeaux.
  - musée des beaux-arts :
    - Joseph Fortuné Layraud, 1868 ;
    - Une Sabine, 1882.

  - square Saint-Géry, Monument à Antoine Watteau, ou Fontaine Watteau de Jean-Baptiste Carpeaux : Hiolle sculpte en 1884 les figures d’Ève et Cygnes ; Joueur de flûte ; Jeune femme tenant une partition et Jeune garçon de la comédie italienne d'après la maquette de Carpeaux.

## Salons
- 1866 : Jeune Romain.
- 1867 : Brutus ; Arion assis sur le dauphin, plâtre.
- 1874 : Eugène Viollet-le-Duc, buste.
- 1877 : François Jouffroy.
- 1882 : Une Sabine.

Œuvres d'Ernest-Eugène Hiolle
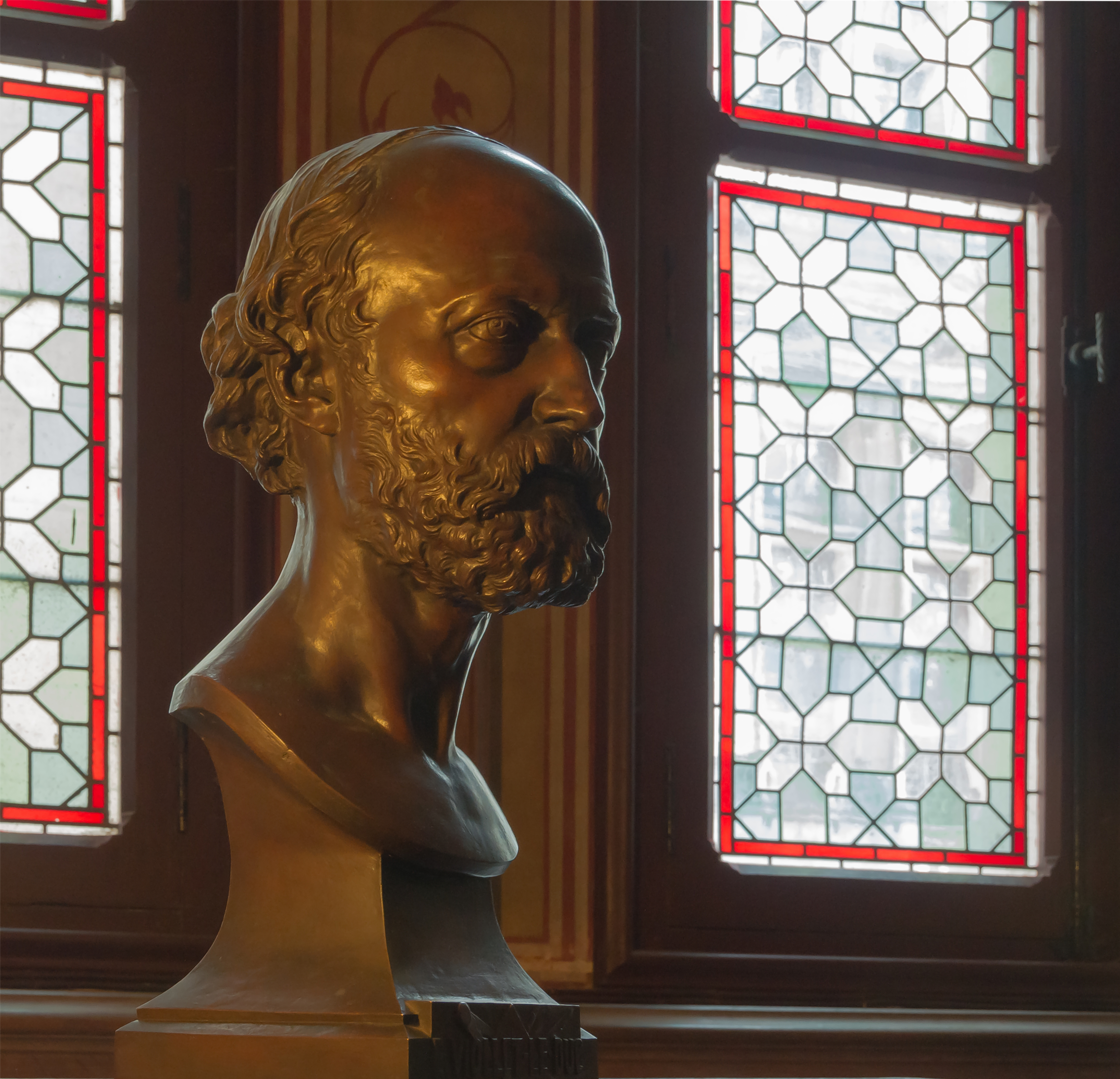
Eugène Viollet-le-Duc, bronze, château de Pierrefonds.
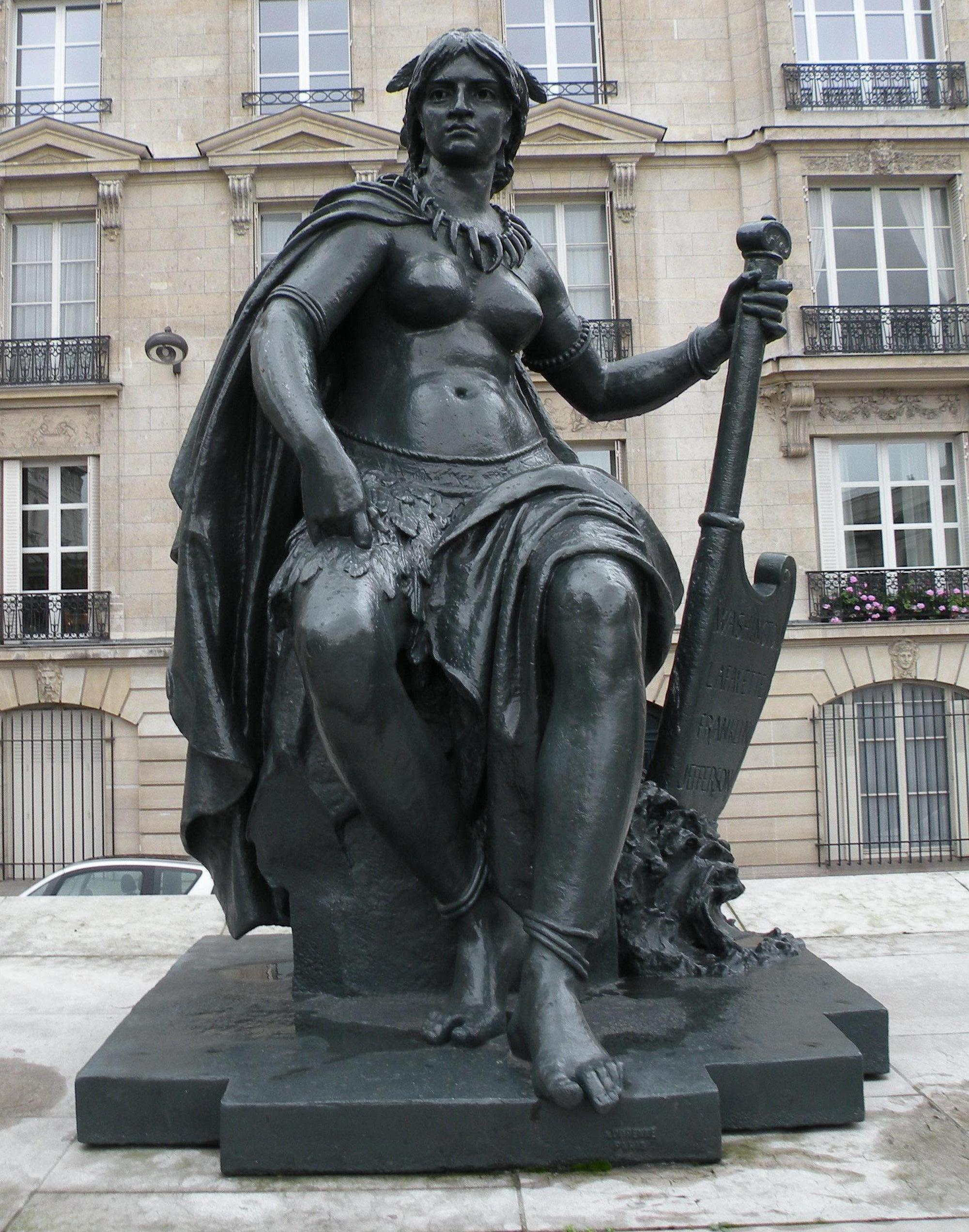
L'Amérique du Nord (1878), Paris, parvis du musée d'Orsay.
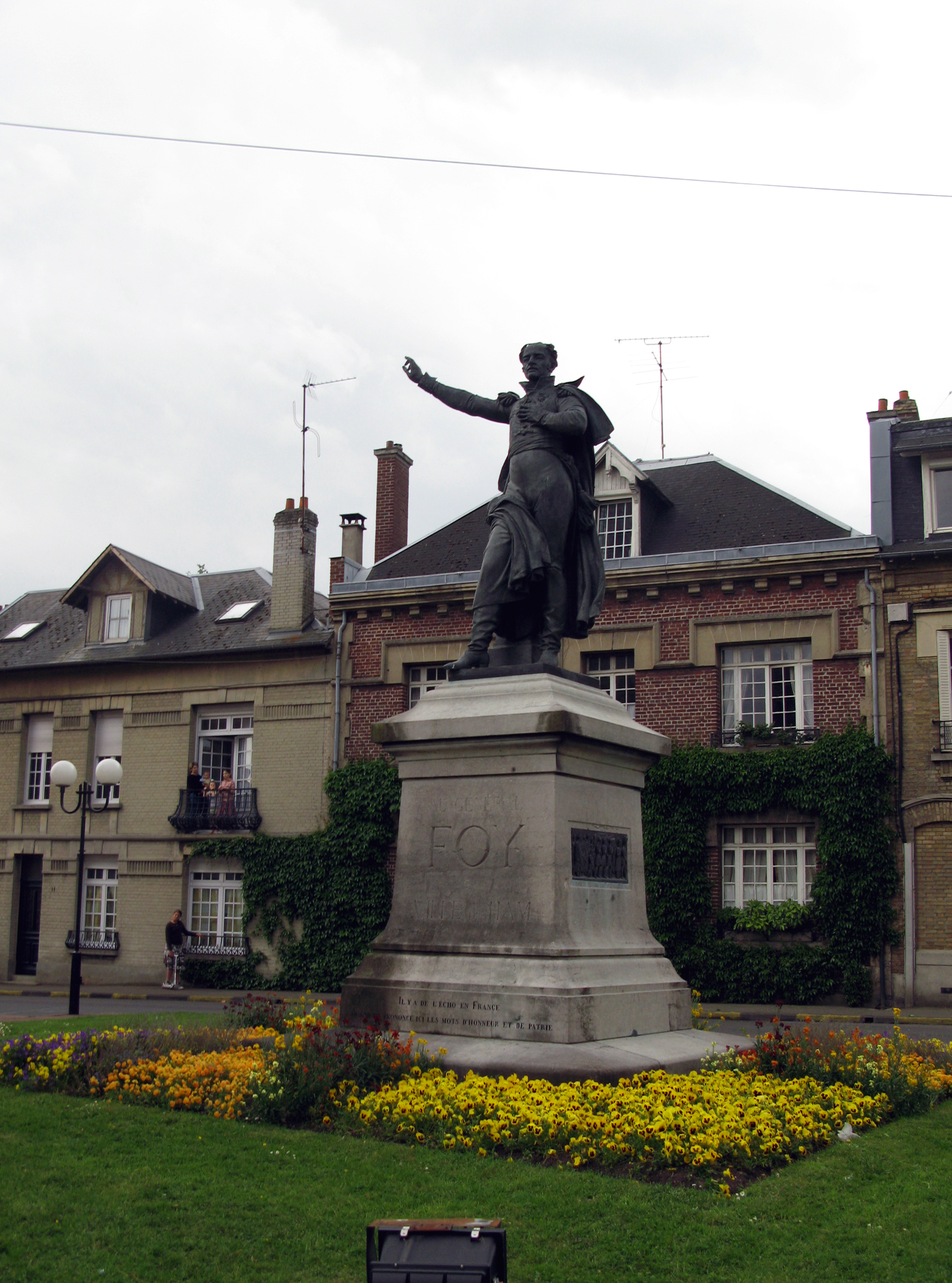
Monument au général Foy (1879), Ham.
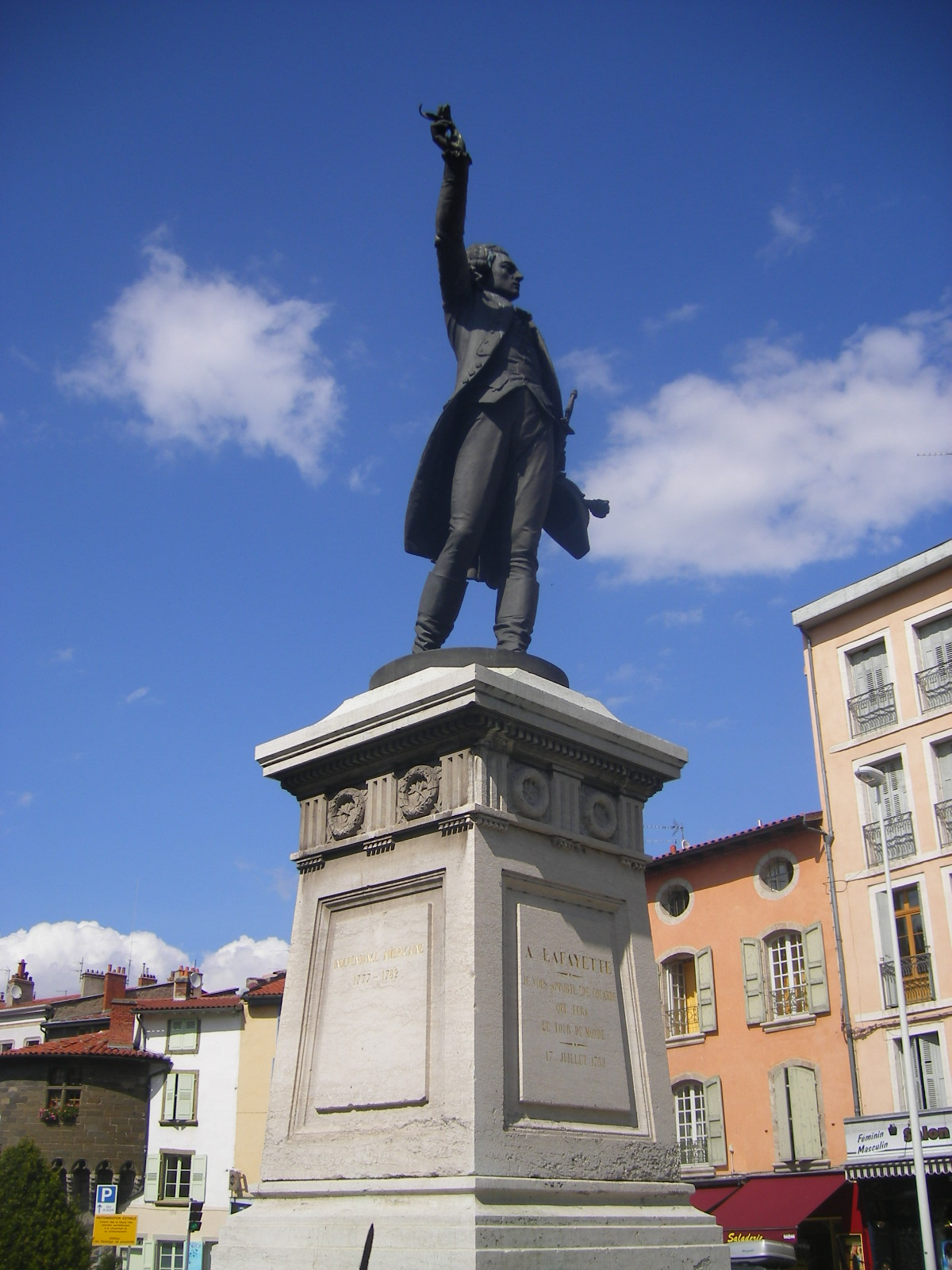
Statue de Lafayette (1883), Le Puy-en-Velay.

## Récompenses et distinctions
- Second prix de Rome en 1856.
- Premier prix de Rome en 1862.
- Médailles en 1867, 1869, 1870.
- Médaille d'honneur à l'Exposition universelle de 1878.
- Chevalier de la Légion d'honneur.

## Élèves
- Antonin Carlès (1851-1919)